# Século X
O século X começou em 1 de Janeiro de 901 e terminou em 31 de Dezembro de 1000.
Na China, a dinastia Song foi estabelecida. O mundo islâmico experimentou um apogeu cultural, especialmente em Alandalus sob o Califado de Córdova e no Império Samânida sob Ismail Samani. Além disso, houve florescimento cultural para o Império Bizantino e o Primeiro Império Búlgaro.
No século XV, Lorenzo Valla descreveu o século X como o século de Chumbo e Ferro e mais tarde César Barônio o descreveu como Século de Chumbo ou Século de Ferro.

## Eventos
- 922 - Conversão dos Búlgaros do Volga ao Islão.[1]
- 929 - Elevação do Emirado de Córdova para Califado.

## Décadas e anos
| Década de 890  | 890  | 891  | 892  | 893  | 894  | 895  | 896  | 897  | 898  | 899  |
| Década de 900  | 900  | 901  | 902  | 903  | 904  | 905  | 906  | 907  | 908  | 909  |
| Década de 910  | 910  | 911  | 912  | 913  | 914  | 915  | 916  | 917  | 918  | 919  |
| Década de 920  | 920  | 921  | 922  | 923  | 924  | 925  | 926  | 927  | 928  | 929  |
| Década de 930  | 930  | 931  | 932  | 933  | 934  | 935  | 936  | 937  | 938  | 939  |
| Década de 940  | 940  | 941  | 942  | 943  | 944  | 945  | 946  | 947  | 948  | 949  |
| Década de 950  | 950  | 951  | 952  | 953  | 954  | 955  | 956  | 957  | 958  | 959  |
| Década de 960  | 960  | 961  | 962  | 963  | 964  | 965  | 966  | 967  | 968  | 969  |
| Década de 970  | 970  | 971  | 972  | 973  | 974  | 975  | 976  | 977  | 978  | 979  |
| Década de 980  | 980  | 981  | 982  | 983  | 984  | 985  | 986  | 987  | 988  | 989  |
| Década de 990  | 990  | 991  | 992  | 993  | 994  | 995  | 996  | 997  | 998  | 999  |
| Década de 1000 | 1000 | 1001 | 1002 | 1003 | 1004 | 1005 | 1006 | 1007 | 1008 | 1009 |

1. ↑  «1100th Anniversary of the adoption of Islam by Volga Bulgaria». Marka. 21 de maio 2019. Consultado em 23 de dezembro de 2023